# گیلعاد شلیط

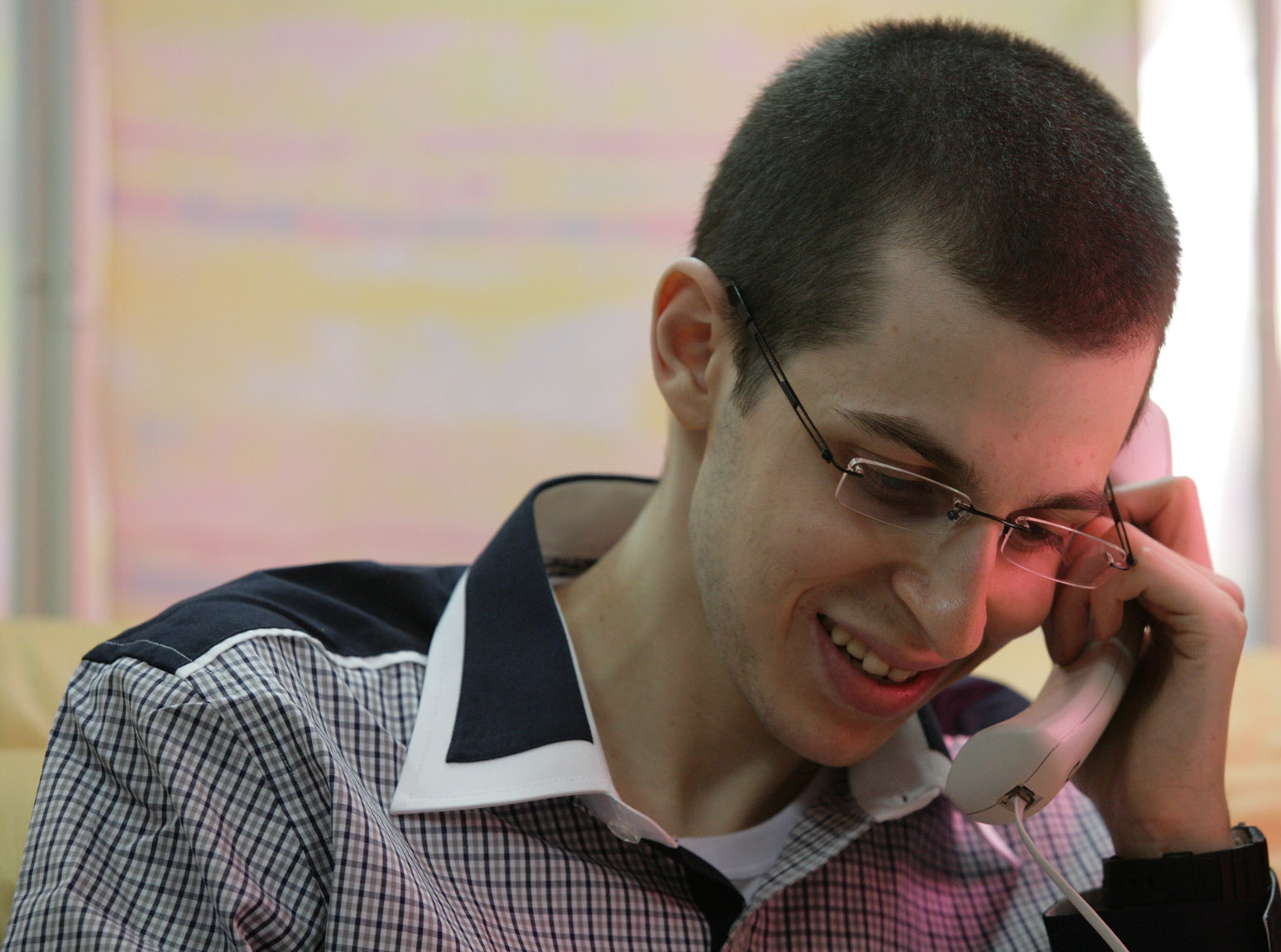
گیلعاد شالیط در ۲۰۱۱

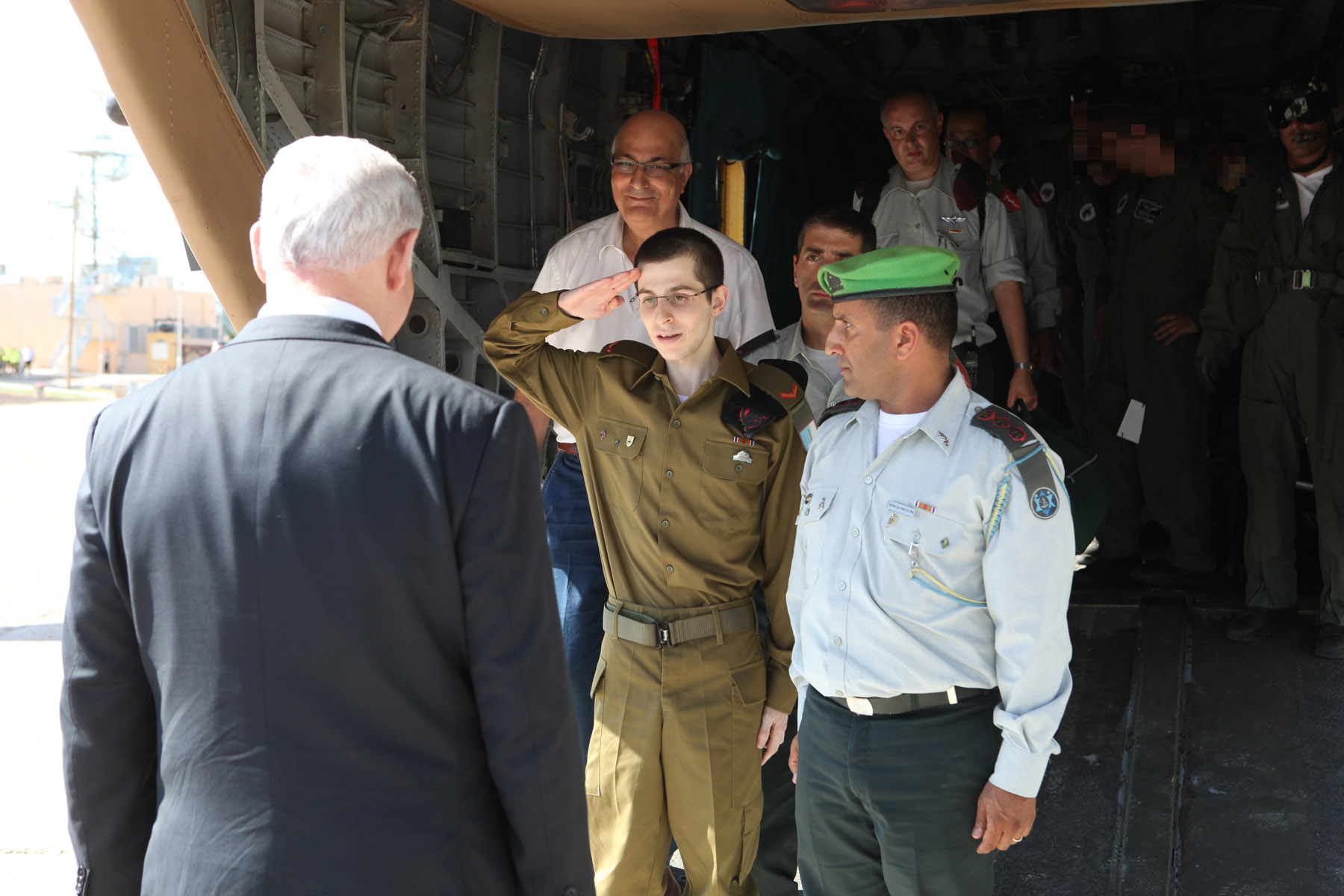
گیلعاد شالیط ساعاتی پس از آزادی در حال سلام‌نظامی دادن به بنیامین نتانیاهو نخست‌وزیر اسرائیل.

گیلعاد شلیط (به عبری: גלעד שליט) (زاده ۲۸ اوت ۱۹۸۶ در نهاریا، اسرائیل) سرباز سابق وزارت دفاع اسرائیل از نیروهای دفاعی اسرائیل است که در ۲۵ ژوئن ۲۰۰۶، در حمله‌ای برون‌مرزی از طریق تونل‌های نزدیک مرز نوار غزه و اسرائیل، توسط شبه‌نظامیان حماس، اسیر شد و به نوار غزه انتقال یافت. وی بعد از حدود ۵ سال اسارت، در تاریخ ۱۸ اکتبر ۲۰۱۱، در چارچوب توافقنامه مبادله اسرا، آزاد شد.
در مدت اسارت شلیط، حماس هرگونه درخواست دیدار کمیته بین‌المللی صلیب سرخ را برای دیدار با او رد می‌کرد؛ به این دعوی که هرگونه ملاقات این‌چنینی، محل اسارت او را آشکار می‌کند. چندین سازمان مدافع حقوق بشر این وضعیت را به علت تضاد با حقوق بین‌الملل بشردوستانه نکوهش کردند. تنها ۶ روز پس از دستگیری، مسوول امور برون‌مرزی حماس غازی حمد مستقیماً با پدر و مادر شالیط دیدار کرده و آن‌ها را از زنده‌بودن او مطمئن ساخت و اطمینان داد که با گیلعاد بر طبق قوانین اسلامی در مورد اسرای جنگی رفتار می‌شود و به او غذا و پناهگاه داده و از او مراقبت پزشکی می‌شود.
هیئت حقیقت‌یاب سازمان ملل درباره مناقشه غزه در گزارش سپتامبر ۲۰۰۹ خود و همچنین گروه هشت خواستار آزادی شلیط شدند. بیشتر منابع اسارت شلیط را آدم‌ربایی می‌دانستند؛ چرا که حق دیدار با خانوادهٔ خود را نداشت و برای آزادی او غرامت درخواست شده بود. تنها ارتباط گیلعاد شلیط با جهان بیرون بعد از اسارتش، سه نامه، یک نوار صوتی و یک حلقه دی‌وی‌دی بود که اسرائیل در قبال آزادی ۲۰ زندانی زن فلسطینی دریافت کرد.

## اسارت
اسارت وی در مرز اسرائیل-غزه و حمله کماندوهای حزب‌الله لبنان به گروهی از سربازان اسرائیلی در خاک اسرائیل، در تاریخ ۱۲ ژوئیه ۲۰۰۶ میلادی و به اسارت گرفتن دو سرباز اسرائیلی به نام‌های اهود گولدواسر و الداد رگب منجر به بحران غزه و جنگ اسرائیل و لبنان شد.

## واکنش جهانی
گیلعاد شلیط همچنین دارای تابعیت کشور فرانسه است که باعث شد فرانسه و اتحادیه اروپا هم پیگیر وضعیت وی باشند.
حماس هیچگاه به مأموران صلیب سرخ امکان نداد تا بتوانند با گیلعاد شلیط، سرباز اسیر اسرائیلی، دیدار کنند.

## مواضع اسرائیل
دولت اسرائیل دریافت خبری موثق از زنده بودن و سلامتی گیلعاد شالیط را به عنوان یکی از پیش‌شرط‌های توافق آتش‌بس با گروه حماس مطرح کرده بود، اما گروه حماس گفت که بین مذاکرات آتش‌بس و وضعیت این نظامی اسرائیلی ارتباطی وجود ندارد.
در پی میانجیگری آلمان، در تاریخ ۲ اکتبر ۲۰۰۹ میلادی، اسرائیل، ۲۰ زندانی زن فلسطینی را در ازای اطلاعاتی که زنده‌بودن گیلعاد شالیط، سرجوخه وظیفه نیروهای نظامی اسرائیل را آزاد کرد. در مقابل، حماس در ازای آزادی زندانیان فلسطینی، یک فیلم ویدئویی یک دقیقه‌ای از گیلعاد شالیط را در اختیار اسراییل قرار داد.

## آزادی
پس از چندین عملیات ناموفق نظامی و تلاش‌های دیپلماتیک فراوان، نهایتاً بعد از پنج سال اسرائیل توانست از طریق مذاکره با گروه حماس این سرباز را آزاد کند. در تاریخ ۱۸ اکتبر ۲۰۱۱ طبق توافق‌های انجام شده اسرائیل با حماس، گیلعاد شلیط به کشورش بازگشت و در مقابل آزادی او، دولت اسرائیل ۱۰۲۷ زندانی فلسطینی را آزاد کرد.
به گفته دولت اسرائیل بسیاری از زندانیان آزاد شده فلسطینی متهم به قتل و انجام حملات تروریستی بودند و در مجموع، مسئولیت کشته شدن ۵۶۹ نفر از شهروندان اسرائیل را در حملات مختلف بر عهده داشتند.
احلام تمیمی یکی از آزاد شدگان بود که در زخمی کردن ۱۴۵ نفر و کشتن ۱۵ نفر دست داشت.
می‌توان مهم‌ترین اسیر فلسطینی مبادله شده با شالیط را یحیی سنوار دانست. وی که بیش از ۲۲ سال را در زندان‌های اسرائیل سپری کرده بود و به چهار حبس ابد محکوم بود، بلافاصله پس از آزادی به کادر رهبری جنبش حماس پیوست و رئیس دفتر سیاسی این جنبش شد.